# Oplisa caesia
Oplisa caesia är en tvåvingeart som först beskrevs av Villeneuve 1911.  Oplisa caesia ingår i släktet Oplisa och familjen gråsuggeflugor. Inga underarter finns listade i Catalogue of Life.